# G8-Gipfel in Sotschi 2014
Das 40. Treffen der Gruppe der Acht, der sieben bedeutendsten Industrienationen plus Russland, war für 4.–5. Juni 2014 in Sotschi, Russland geplant, wurde aber wegen des damals andauernden internationalen Konflikts wegen der völkerrechtswidrigen Annexion der Krim durch Russland von den westlichen Mitgliedern abgesagt.
Seit 1998 (dem Jahr der Aufnahme Russlands als achtes Mitglied) gab es einen G8-Gipfel in Russland, nämlich 2006 in Sankt Petersburg. Üblicherweise hat der Chef des Gastgeberlandes, 2014 also Wladimir Putin als russischer Präsident, den Vorsitz des Treffens inne.
In der internationalen Spannung wegen des russischen Vorgehens auf der Krim teilte US-Präsident Barack Obama am 1. März 2014 Putin telefonisch mit, dass sich die USA aus allen G8-Treffen zurückziehen; am Tag darauf teilten die britische und die französische Regierung Ähnliches mit. Die US-Regierung verurteilte am 1. März „Russlands Militärintervention auf ukrainischem Territorium“ als „eindeutige Verletzung der ukrainischen Souveränität und territorialen Integrität“. US-Außenminister Kerry kündigte am 2. März 2014 an, es werde keinen G8-Gipfel geben, wenn die Ereignisse auf der Krim so weitergingen.
Auf einem Treffen der G7 am Rande des Gipfels zur Atomsicherheit am 24. März 2014 in Den Haag gaben die Vertreter der sieben stärksten (westlichen) Industrienationen bekannt, dass der G8-Gipfel nicht stattfinden werde. Man wolle sich zukünftig ohne russische Beteiligung über wichtige Fragen austauschen und beraten. Die Vertreter der G7 zogen damit weitreichende Konsequenzen aus dem Vorgehen Russlands bei der Annexion der Krim  und trafen sich alternativ zum gleichen Datum in Brüssel.